# Synagogue de Deux-Ponts (1879-1938)

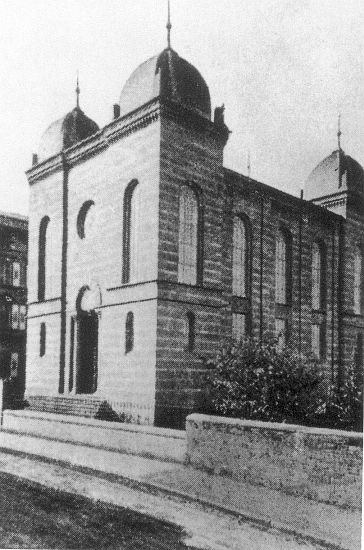
Synagogue de Deux-Ponts.

La synagogue de Deux-Ponts, inaugurée en 1879, a été détruite en 1938 lors de la nuit de Cristal comme la plupart des autres lieux de culte juifs en Allemagne.
Deux-Ponts (en allemand : Zweibrücken) est une ville allemande située dans le Land de Rhénanie-Palatinat à environ 35 km à l'est de Sarrebruck. Elle compte actuellement un peu moins de 35 000 habitants.

## Histoire de la communauté juive

### La communauté auxXVIIIeetXIXesiècles
Des Juifs vivent à Deux-Ponts depuis la première moitié du XVIIIe siècle. En 1743-1746, Moses Löw est le Juden-Oberschultheiß (écoutète chef des Juifs) du duché de Deux-Ponts. Le nombre de Juifs reste d'abord faible. On compte 24 Juifs en ville en 1768 et le même nombre en 1804. Mais une forte augmentation se produit au XIXe siècle avec l'afflux des communautés rurales. En 1848, il y a 24 familles juives totalisant 158 personnes. En 1875, on atteint 237 personnes juives et 282 en 1905. Les familles juives possèdent des entreprises artisanales ou des commerces, dont un certain nombre de commerces de bestiaux.
Jusqu'en 1879, la communauté dépend du rabbinat de district de Pirmasens. De 1879 à 1911, Deux-Ponts est le siège du rabbinat de district. De 1879 jusqu'à sa mort en 1898, le Dr Israel Mayer est le rabbin de district. Peu de temps avant sa mort, le rabbin Mayer fait état dans le magazine Der Israelit de son lien de parenté avec le capitaine Alfred Dreyfus dont l'affaire divise la France :
«  (La famille du capitaine Dreyfus) vient du village de Rixheim près de Mulhouse en Alsace. Là, le grand-père du capitaine vivait comme un pauvre marchand. Un de ses frères décédé depuis quelques décennies était le rabbin Emanuel Dreyfus de Sulzburg (État de Bade), l'auteur de Orach Meischorim; une sœur plus âgée a été mariée à Müllheim (État de Bade) et est ma grand-mère du côté paternel. Une autre sœur a été mariée au rabbin Raphael Wurmser de Soultz (Haut-Rhin) et un de ses fils, décédé il y a deux ans, était le rabbin Wurmser de Thann (Haut-Rhin). Le père du capitaine, mort il y a plusieurs années, s'était installé dans son jeune âge, comme un pauvre homme, dans les environs de Mulhouse, où grâce à son intelligence, son énergie et sa persévérance, a progressivement évolué de la vente de petits produits à la vente de produits manufacturées. Il s'appelait Raphaël Dreyfus et était encore tout à fait Juif. Par contre, ses fils, le capitaine ainsi que les deux propriétaires de l'usine, Matthieu et Léon, ne sont encore juifs que par leur nom. Dans le temps, dans cette famille, il y avait toujours une grande connaissance de la Torah et en un siècle, comme on a pu le voir dans ce qui précède, elle a produit quatre rabbins.

Signé : Dr Mayer, rabbin de district. »
Le Dr Eugen Meyer succède au Dr Israel Mayer à la tête du rabbinat de district, mais celui-ci entre en conflit avec une grande majorité de la communauté de Deux-Ponts :
« Un étrange procès très rare se déroule actuellement devant la Cour de district local. La communauté israélite de Deux-Ponts, représentée par M. l'avocat Rosenberger a engagé une action pour la résiliation du contrat de travail du rabbin de district Dr E. Meyer, parce que, d'après les affirmations de la communauté, M. le rabbin de district ne remplit pas les obligations officielles qui lui incombent ainsi que pour d'autres raisons non spécifiées… »
Après des années de querelle devant les tribunaux civils,,,, celle-ci s'achève par le retour en 1911, du siège du rabbinat de district à Pirmasens,. Le Dr Meyer reste rabbin de district jusque dans les années 1920, mais n'est plus rabbin de Deux-Ponts. Le Dr Dagobert Neilhaus lui succédera à Pirmasens.
La communauté possède une synagogue, une école élémentaire juive et une école de religion, un Mikve (bain rituel) et un cimetière. Pour seconder le rabbin dans les tâches religieuses, la communauté a embauché un enseignant qui fait aussi office de Hazzan (chantre) et de Shohet (abatteur rituel). Salomon Reitlinger est l'enseignant de 1867 à 1889 et Max Bachenheimer de 1889 à 1929.

### La communauté auXXesiècleavant le nazisme
Lors de la Première Guerre mondiale, la communauté juive perd au front quatre de ses membres.
En 1924-1925, le conseil de la communauté est composé de Max Levi, Jakob Müller, Ludwig Adler et Ludwig Marcus. Au début des années 1930, Ludwig Marcus est le président, Leopold Jean le vice-président et Jakob Muller le secrétaire et trésorier. L'enseignant, Hazzan et Shohet est Lazarus Bernstein, qui en 1932, enseigne à 18 élèves. La communauté dispose de plusieurs associations caritatives juives comme la Israelitische Männerverein (Association des hommes israélites), la Israelitische Frauenverein (Association des femmes israélites) ou la Jüdische Geselligkeitsverein (Association amicale juive) qui viennent en aide aux pauvres de la communauté et a fondé une branche locale de la Central-Verein deutscher Staatsbürger jüdischen Glaubens (Association centrale des citoyens de religion juive). Les habitants juifs de Niederauerbach (village distant de 3 km et devenu en 1938 un des quartiers de Deux-Ponts) sont rattachés à la communauté juive de Deux-Ponts.

### La période nazie et la destruction de la communauté
En 1933, on compte encore 155 habitants juifs à Deux-Ponts. Une grande partie va soit émigrer principalement aux États-Unis ou en Palestine, soit s'installer dans des grandes villes allemandes. En 1936, 15 enfants juifs sont chassés de l'école publique. Lors de la nuit de Cristal, du 9 au 10 novembre 1938, la synagogue est incendiée et deux commerces juifs pillés et vandalisés. 20 à 30 hommes juifs sont arrêtés, menottés et obligés de défiler dans les rues de la ville avec une pancarte infamante au cou avant d'être expédiés au camp de concentration de Dachau. Dans l'édition locale de la revue nazie NSZ Rheinfront, parue le 12 novembre 1938, il est indiqué entre autres:
« Les dernières opérations que nous avons menées, n'ont pas le caractère, tant s'en faut, de pogrom. Il n'y a pas eu de chasse aux Juifs, aucun Juif n'a été tué, mais la protestation du peuple était dirigée exclusivement contre les marques extérieures des activités juives. Tout cela s'est déroulé d'une façon remarquablement sereine… »
Après 1938, le cimetière juif est profané et des pierres tombales utilisées pour de la construction.
Le 22 octobre 1940, les 16 derniers habitants juifs sont déportés au camp de Gurs en France.
Le mémorial de Yad Vashem de Jérusalem et le Gedenkbuch - Opfer der Verfolgung der Juden unter der nationalsozialistischen Gewaltherrschaft in Deutschland 1933-1945 (Livre commémoratif – Victimes des persécutions des Juifs sous la dictature nazie en Allemagne 1933-1945) répertorient 80 habitants nés, ou ayant vécu longtemps à Deux-Ponts parmi les victimes juives du nazisme.

## Histoire de la synagogue

### La construction de la nouvelle synagogue
Une première synagogue est mentionnée dès 1815. En raison du petit nombre d'habitants juifs, cette salle de prière a du être aménagée quelques années auparavant.
En 1833, une nouvelle synagogue est inaugurée à l'extrémité de la Judengasse (ruelle des Juifs) dans un bâtiment ancien rénové.
Dès 1868, la communauté envisage de construire une nouvelle synagogue permettant d'accueillir une population juive en forte augmentation. En 1871, un terrain est acheté. La construction de la nouvelle synagogue sur le terrain situé à l'intersection de la Wallstraße et de la Ritterstraße débute en 1877 et dure deux ans. Les plans ont été conçus par l'architecte en chef von Siebert de Spire et l'ingénieur en bâtiment du district, Rau, de Deux-Ponts. Le coût total pour la communauté s'élève à 60 000 marks. L'inauguration solennelle de la synagogue se déroule le 1er et le 2 août 1879:
«  Le 1er et le 2 août, la nouvelle synagogue a été inaugurée à Deux-Ponts. Notre correspondant était dans la synagogue pendant l'office et a entendu à sa grande surprise, l'enseignant [de la communauté] Reitlinger, qui comme chantre dirigeait le chœur de la synagogue de la façon la plus solennelle et la plus édifiante. Mr. L'enseignant et chantre Reitlinger, en plus d'une présentation claire des prières et des chants, possède une très belle voix de ténor, agréable, ferme, étendue et avec de belle sonorité qui lui a valu de forts applaudissements aussi bien des gens d'ici que des étrangers présents à l'office. »
Plans d'architecte de la synagogue

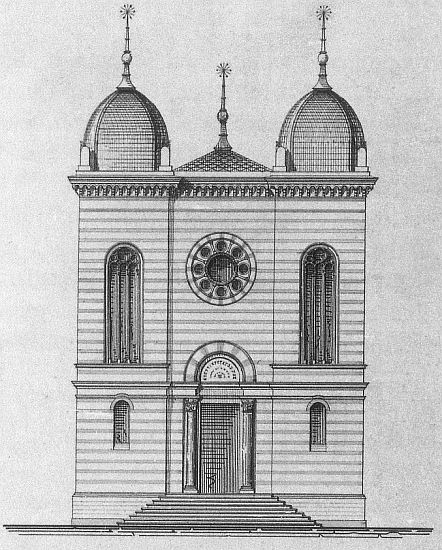
La synagogue vue de la façade ouest
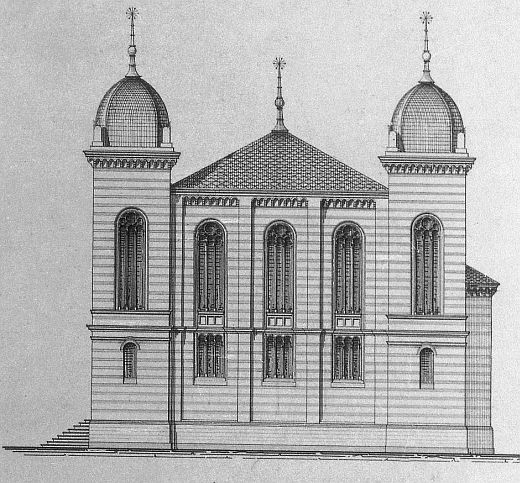
Vue latérale de la synagogue
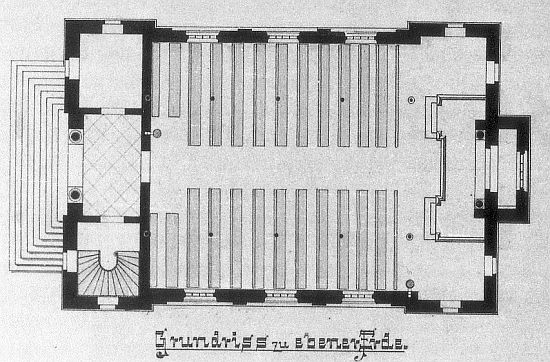
Le rez-de-chaussée réservé aux hommes
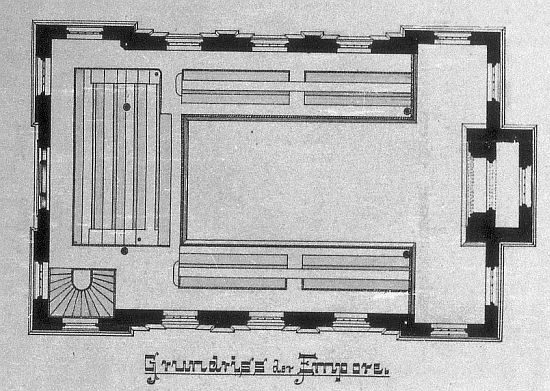
La galerie au 1er étage pour les femmes

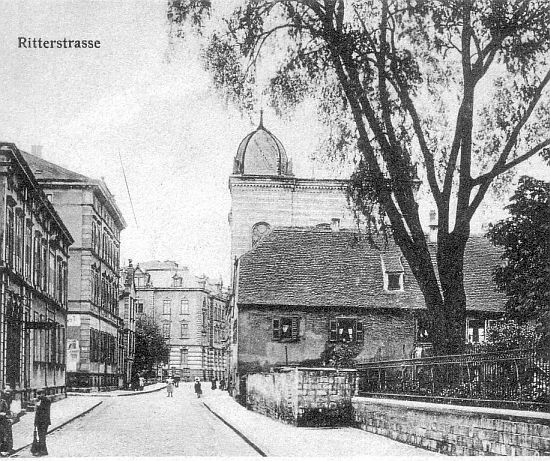
La synagogue vue de la Ritterstrasse.

La synagogue est un bâtiment sur deux niveaux construit selon un plan rectangulaire, avec des tours aux quatre angles en légère avancée. On pénètre par la façade principale, côté ouest, après avoir monté un petit escalier. Au-dessus du portail d'entrée se trouve une rosace. À l'intérieur, au rez-de-chaussée, la salle de prière dispose de 150 sièges réservés aux hommes, et la galerie au premier étage de 50 sièges pour les femmes. La synagogue possède aussi un orgue, malgré l'indignation des membres les plus orthodoxes de la communauté. Le magazine Der Israelit, organe de la communauté juive orthodoxe allemande, se moque et attaque l'organisation libérale de la nouvelle synagogue, qui adhère au judaïsme réformé, et désapprouve l'orgue et les chœurs mixtes :
« La littérature juive a été enrichie ces derniers mois par un ouvrage qui doit probablement à son aspect modeste de ne pas avoir encore trouvé toute l'appréciation qu'il mérite grandement; « Les rites de la synagogue et des prières pour la communauté juive de Deux-Ponts ! ". Il n'a que 15 pages in-octavo, mais la taille ou la longueur ne sont pas importants dans les écrits classiques. Et l'absurdité qui y est offerte est classique. Les temps sont graves… Les Juifs de Deux-Ponts ont une soi-disant nouvelle maison de Dieu, avec orgue, des mélopées contemporaines, un rabbin de Breslau et d'autres luxes, pourquoi doivent-ils aussi avoir une nouvelle organisation des prières?… Non, cela ne peut pas être une haine fanatique contre les coutumes juives, parce que l'intimité profonde de ces coutumes doit trouver grâce même devant le judaïsme de réforme le plus fanatique, sinon tout le sens de la Torah et de nos jeunes aurai disparu du cœur des membres du Conseil de la synagogue de Deux-Ponts… »
En 1886, la communauté fait installer l'électricité dans la synagogue par la société Zulauf & Co de Wilhem et Josef Reinach. En 1927, lors des fêtes de Noël, plusieurs fenêtres de la synagogue sont brisées. La synagogue est rénovée en 1927 (ou 1929-1930).

### La destruction de la synagogue
Lors de la nuit de Cristal, du 9 au 10 novembre 1938, les hommes de la SS d'Ixheim mettent le feu à la synagogue. L'intérieur et le toit brûlent entièrement. Les pompiers arrivés sur les lieux, n'ont pas l'autorisation d'éteindre l'incendie, mais uniquement d'éviter la propagation du feu aux maisons avoisinantes. Le rapport de police en date du 10 novembre 1938, indique faussement que les pompiers auraient tenté d'éteindre l'incendie:
« Aujourd'hui vers 7 heures du matin, était annoncé au poste de police qu'un incendie avait éclaté dans la synagogue. Les pompiers informés se rendaient immédiatement sur place et combattaient le feu avec plusieurs lances flexibles. Cependant ils ne purent empêcher que l'intérieur du bâtiment ainsi que le toit brûlent complètement.... Les recherches engagées pour connaitre les causes de l'incendie et trouver les coupables n'ont jusqu'à présent pas abouti. »
Quelques mois plus tard, en 1939, le terrain est nivelé et transféré à la Reichsfinanzkammer (Chambre des finances du Reich).
Six ans après la fin de la guerre, un procès se déroule devant la cour de Deux-Ponts pour juger les responsables de l'incendie de la synagogue. Les principaux accusés sont acquittés en l'absence de preuve.
En août 1950, le terrain de la synagogue est restitué à la communauté juive du Palatinat rhénan, qui le revend en 1958 à l'ordre des pauvres franciscaines de la Sainte-Famille de Mallersdorf. Quelques années plus tard, l'église évangélique locale devient propriétaire du terrain.

### Mémoriaux pour la synagogue détruite
Une petite plaque commémorative est apposée en mai 1970 dans la Ritterstraße, sur laquelle figure le texte en allemand :
« Hier stand bis zu ihrer Zerstörung im November 1938
die Synagoge der Israelitischen Kultusgemeinde Zweibrücken.

(Ici s'élevait jusqu'à sa destruction en novembre 1938
la synagogue de la communauté israélite de Deux-Ponts) »
Le 10 novembre 1988, lors d'une cérémonie à l'occasion du cinquantième anniversaire de la destruction de la synagogue, une nouvelle plaque en bronze est dévoilée avec l'inscription en allemand :
« Hier stand seit 1877 die Synagoge der jüdischen Gemeinde Zweibrücken.

Am 10.November 1938 zerstörten Nationalsozialisten aus Haß und Rassenwahn das Gotteshaus durch Brandstiftung. Niemand löschte.
Dieser Ort mahnt zum Gedenken an die jüdischen Mitbürger, 
die sich einst hier versammelt und dann gedemütigt, verschleppt und ermordet wurden.
Haben wir nicht alle einen Vater ?
Hat uns nicht ein Gott geschaffen ?

(Ici depuis 1877 s'élevait la synagogue de la communauté juive de Deux-Ponts.
Le 10 novembre 1938 les nazis par haine et fanatisme racial ont détruit la maison de Dieu par un incendie criminel. Personne ne l'a éteint.
Cet endroit rappelle la mémoire des citoyens juifs,
qui après avoir été rassemblés ici puis humiliés, ont été déportés et assassinés.
N’avons-nous pas tous un seul père ?
N’est-ce pas un seul Dieu qui nous a créés ?)
 »